# Bubbarpasjön
Bubbarpasjön är i huvudsak en våtmark med ett par mindre vattenspeglar, tidigare sjö i Hässleholms kommun i Skåne och ingår i Helge ås huvudavrinningsområde.